# Pierre Boujut
Vous lisez un « bon article » labellisé en 2012.
Pour les articles homonymes, voir Boujut.
Pierre Boujut, né en 1913 et mort en 1992 à Jarnac, en Charente, est un écrivain et poète français. Tonnelier puis marchand de fer de son état, pacifiste et libertaire, il vient à l'écriture vers sa vingtième année et lance successivement, à partir de 1933, trois revues, dont La Tour de Feu, créée en 1946. Il s’y exprime, en compagnie d'autres poètes, aussi bien sur le plan littéraire que sur le plan politique, mêlant l'un et l'autre avec enthousiasme, notamment lors de la désertion de son fils au cours de la guerre d'Algérie. Grâce à la poésie, Pierre Boujut entretient, depuis son bureau jarnacais, des relations épistolaires avec de grands écrivains de l’époque. Son mode de vie, très paisible, ne varie pas pour autant et, à l'écart du monde officiel, il poursuit la publication de La Tour de Feu jusqu’en 1981.
Il en est le principal animateur et suscite, au même titre que les membres de l'équipe qui l'entoure, une succession de débats, tant philosophiques que poétiques. Ces débats donnent naissance à de multiples numéros de la revue. On y reconnaît un ton particulier, marqué par le refus de toute dialectique, ton que Pierre Boujut maintient sans difficulté car il respecte la personnalité de chacun. En effet, plusieurs membres du comité de rédaction créent une œuvre authentique, loin des modes parisiennes et dans la même perspective utopique : celle d’une possible transformation du monde par la poésie. Une telle ambition fait des participants à l'aventure de La Tour de Feu de lointains parents du mouvement surréaliste, bien qu’ils n'en épousent pas toutes les audaces.
Dans les années 1970, le rayonnement du poète et de sa revue est suffisant pour attirer de jeunes amateurs de poésie jusqu’en Charente. Ils s’y établissent et, en quelques années, quatre maisons d'édition naissent non loin de Jarnac. En 1982, Michel Héroult crée La Nouvelle Tour de Feu qui fait suite à la revue originelle. Daniel Briolet consacre à cette dernière une recherche universitaire minutieuse publiée en 1991. Après le décès de Pierre Boujut, et afin de perpétuer le souvenir de son œuvre dans sa ville natale, une association voit le jour en 1996. Elle est dissoute fin 2011.

## Le tonnelier-poète
Pierre Boujut nait dans une famille protestante. Il en sera durablement marqué, notamment dans son vocabulaire, les mots « âme » et « esprit », par exemple, revenant régulièrement sous sa plume. Il se définira pourtant comme, « un hérétique au sein même de l'hérésie protestante », précisera : « C'est la religion qui est ersatz de poésie, non le contraire » et reprendra souvent cette idée sous diverses formes. Autre élément capital : la disparition prématurée de son père, tué en septembre 1914, au début de la Première Guerre mondiale. Cet événement est peut-être à l'origine d'un pacifisme dont il ne se départira jamais. Il grandit seul auprès de sa mère, poursuit ses études secondaires au lycée de Cognac, obtient le baccalauréat et envisage de devenir enseignant. À vingt ans, il décide pourtant d'apprendre le métier de son père, tonnelier, et de se fixer définitivement à Jarnac. Six ans plus tard, la Seconde Guerre mondiale éclate. En dépit de ses opinions, face à la menace nazie, il rejoint son régiment, ce qui lui vaut de vivre la Débâcle française de 1940. Prisonnier en Autriche de 1940 à 1945, il tire de cette expérience des leçons qui accentueront son sens de la fraternité, son internationalisme et son dégoût pour les totalitarismes. Libéré en 1945, il revient dans sa ville natale où il réside jusqu'à sa mort, en 1992.

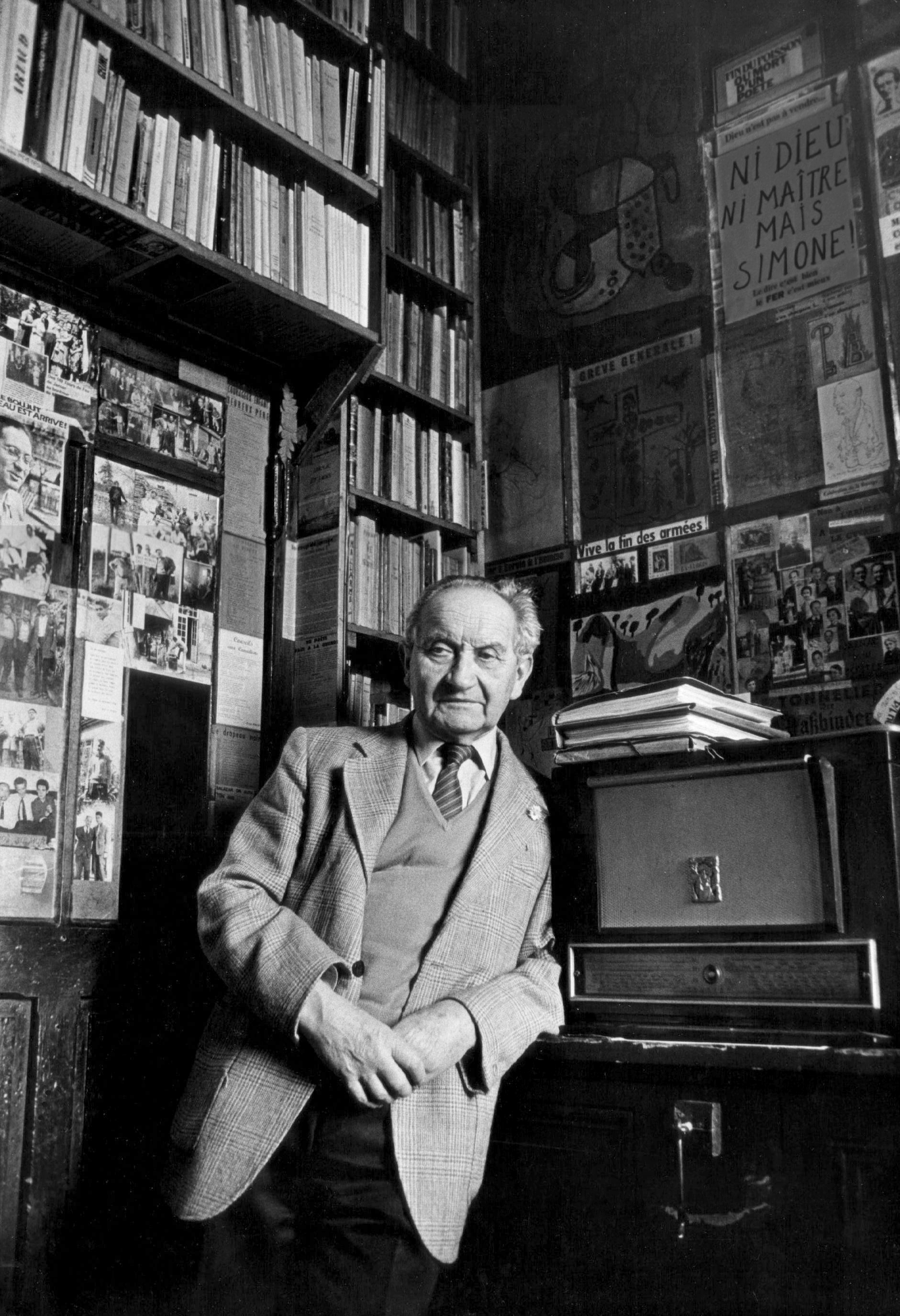
P. Boujut dans son bureau en 1983.

Passionné de littérature, il créa dans les années 1930, deux « revues littéraires d'humanisme humanitaire ». Claude Roy participa, en voisin et ami, à la fondation de la première, Reflets ; la deuxième, Regains, puisa son titre dans l'œuvre de Jean Giono. La Seconde Guerre mondiale interrompit la parution de Regains, à quoi succéda, en 1946, La Tour de Feu. L'abandon du titre précédent soulignait, cette fois, un désaccord avec les positions de Giono pendant l'Occupation : l’auteur de Regain avait publié un article dans La Gerbe, journal collaborationniste.
Si l'on excepte sa captivité en Autriche, quelques voyages à Paris ou à l'étranger, Pierre Boujut passa toute sa vie à Jarnac. De son bureau devenu, au fil des années, une curiosité, il façonna les cahiers successifs de La Tour de Feu et il correspondit, avec une partie des écrivains les plus connus de son temps. Dans son livre de souvenirs publié en 1989 il cite notamment les noms d'André Breton, de Georges Duhamel, Romain Rolland, Jean Giono et Louis-Ferdinand Céline. On peut y ajouter, entre beaucoup d'autres, celui de Gaston Chaissac avec qui il eut des relations amicales.
Parmi les dates importantes qui jalonnent l'existence de Pierre Boujut, il faut signaler le 13 mai 1961, jour où son fils Michel, alors militaire, refusa de participer à la guerre d'Algérie, réalisant ainsi « toute [la] pensée » de son père. Celui-ci célébra l'événement par un poème, L'examen de passage où il approuvait, sans ambiguïté, la désertion en temps de guerre. La publication du texte dans le journal Liberté de Louis Lecoin valut d'ailleurs au poète d'être inquiété quelque temps. Des années plus tard, il rappellera, son admiration pour l'acte d'insoumission de ce fils — lequel, devenu producteur de télévision, critique de cinéma et écrivain, racontera sa désertion dans Le Jour où Gary Cooper est mort
La vie de Pierre Boujut est surtout marquée par le calme et la régularité de quelques rites : Congrès annuel de la Tour de Feu au 14 juillet, déplacements à Thouars pour y prendre livraison, chez l'imprimeur, du dernier numéro de la revue, voyages à Fouras pour y passer des vacances et s'y livrer à l'écriture, curieusement saisonnière, de ses poèmes. Cette existence est caractérisée par un amour de la marge qui ne lui a jamais fait oublier sa volonté de transformation du monde. Antimilitariste et socialiste libertaire, il a su rester fidèle à cette ligne de conduite tracée, elle aussi, dans un des poèmes des Mots sauvés : « Refuse tout rapport avec le monde officiel ». Il s'y est tenu et a pu écrire sur le tard : « Je n'ai connu ni la misère ni la richesse. J'ai toujours vécu dans une heureuse médiocrité et sans la moindre jalousie ». Seule zone d'ombre dans cette vie alliant sans cesse l'apparente routine du petit-bourgeois aux prises de position de l'utopiste et aux envolées intérieures du grand transparent qu'il était aussi : ses crises de dépression. À intervalles plus ou moins réguliers, elles le privaient de son optimisme et de son énergie mais il en ressortait toujours, un peu plus avide d'écriture et de vie.
Sa principale activité littéraire fut de rassembler et d'ordonner patiemment, de 1946 à 1981, les sommaires des cent-vingt-huit numéros de La Tour de Feu qu'il publia et auxquels il participa. Parallèlement à ses tâches éditoriales, il poursuivit une œuvre de poète marquée par sa personnalité chaleureuse, par son souci de l'authenticité et par des choix éthiques jamais démentis. Michel Boujut a notamment écrit à ce sujet en 2001 : « La poésie de cet homme sans calcul (rassemblée en une poignée de recueils qu’il va falloir rééditer) est comme tendue vers un seul but : exorciser le malheur et donner toutes ses chances au bonheur de l’homme sur la Terre ».
En 1989 paraît  "Un mauvais français", son livre le plus autobiographique où se mêlent ses souvenirs personnels et sa pensée poétique.

## La Tour de Feu
À la Libération, La Tour de Feu succéda donc à ses deux devancières, Reflets et Regains, avec le no 23, autrement dit sans que la numérotation entamée en 1933 soit interrompue. La nouvelle « revue internationaliste de création poétique » allait, au lendemain d'un conflit sans précédent, délivrer divers messages de fraternité et d'espérance en l'homme. Les titres des numéros de l'époque sont, à cet égard, particulièrement explicites : Silence à la Violence (1947), Contre l'Esprit de Catastrophe (1948), Droit de Survivre  (1948). Par la suite, Pierre Boujut veillera à maintenir, contre dogmes, dialectiques, fascismes et scientismes en tous genres, la notion de « contradiction vivante », depuis longtemps affirmée et dont il trouvera un écho dans l'œuvre philosophique de Stéphane Lupasco. De là de nombreuses polémiques, et des débats généralement houleux, notamment lors des Congrès informels de La Tour de Feu qui se tenaient à Jarnac, chaque année à la mi-juillet, dans le chai de la rue Laporte-Bisquit et sur les bords de la Charente.
La revue porte la trace de ces débats et elle constitue sans doute la partie la plus importante de l'œuvre de Pierre Boujut, même si certains numéros furent conçus par d'autres que par lui. Grâce à son action, les textes s'éclairent, se répondent, se complètent. Point n'est besoin de prendre au sérieux le slogan burlesque inventé par le tonnelier-directeur — « Apportez-nous vos poèmes, nous en ferons des chefs-d'œuvre ! » — pour constater qu'il savait créer, à une date donnée, et à partir de textes très divers, un ensemble des plus homogènes sans que soient trahies les intentions des auteurs concernés. On lui doit aussi d'avoir révélé certains « petits poètes » du XXe siècle ou d'avoir donné à quelques-uns d'entre eux la possibilité de s'exprimer plus largement.
Chacun de ces poètes avait une voix et un ton très personnels. Outre l'œuvre, aujourd'hui reconnue, de Jean Follain, celle de trois d'entre eux en témoigne.
C'est ainsi qu'Edmond Humeau, libertaire et internationaliste, ne se contenta pas de textes engagés et d'attaques réitérées contre la pensée dialectique. Mystique et hédoniste à la fois, usant de tous les registres de langue comme d'une palette, il fut aussi le poète de la beauté du monde, de la sensualité et de la truculence. Son langage se caractérise par une profusion baroque souvent signalée, un foisonnement quasi végétal. Une syntaxe généreuse l'amène parfois à rejoindre l'abstraction de sa peinture et frôler l'obscurité sans pour autant que ses textes s'éloignent d'une grande force évocatoire.
De même, Fernand Tourret construisit une œuvre brève mais d'une forte originalité, enracinée dans la mémoire collective où il sut puiser des mots oubliés et chargés d'histoire. Il en utilisa l'archaïsme avec un sens de la langue très personnel et un amour du concret qui recoupait son expérience, ses préoccupations et sa grande culture. Ses poèmes constituent également une tentative pour redonner vie et parole aux petites gens du passé, restaurer la singularité des oubliés de l'Histoire et prendre ses distances à l'égard de celle-ci.

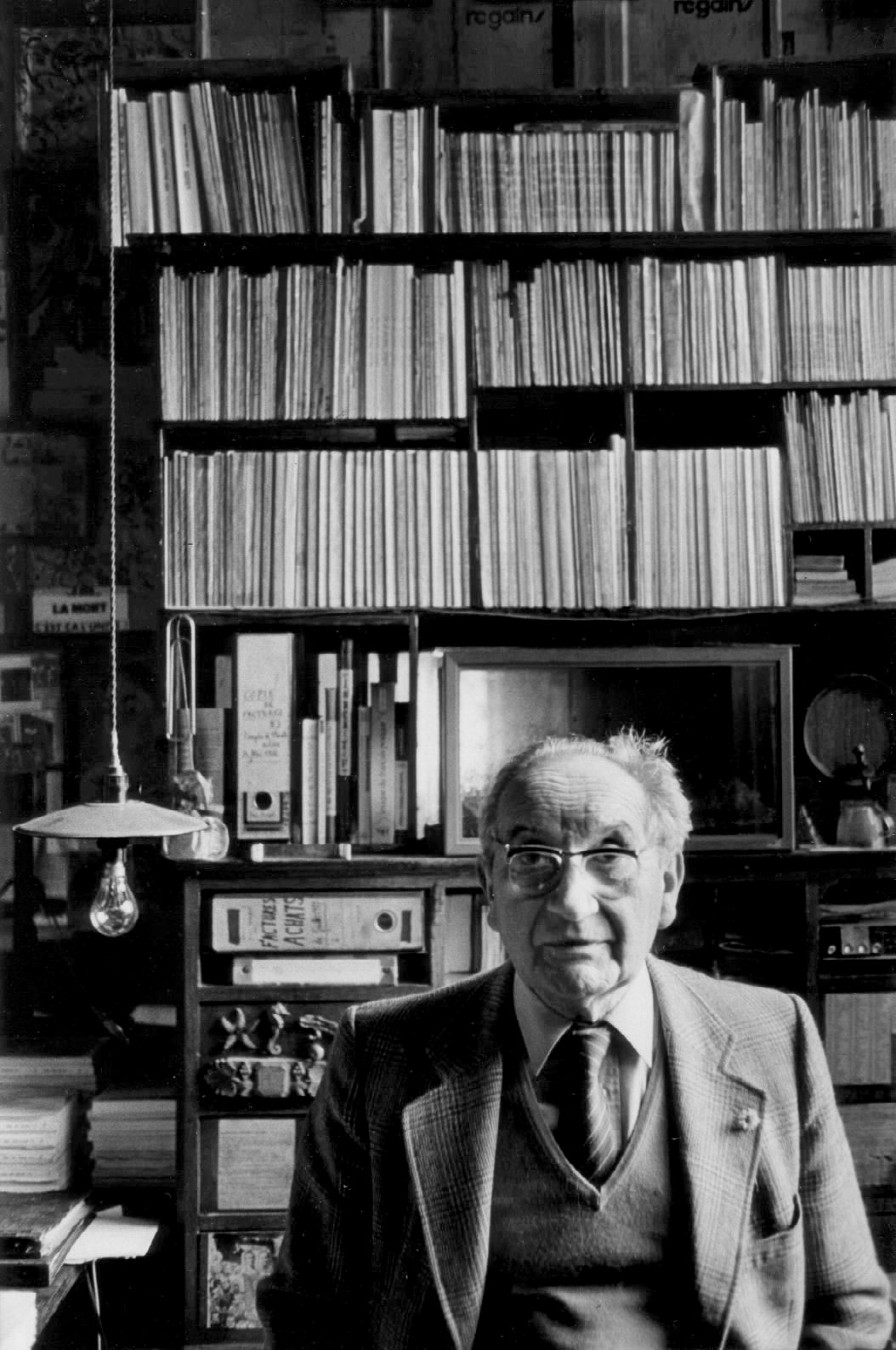
Autre aspect du bureau en 1983.

Enfin, Adrian Miatlev fut probablement le plus doué des amis de Pierre Boujut. De son vivant, il publia sans convaincre chez deux grands éditeurs parisiens, mais son talent sembla s'épanouir au contact de La Tour de Feu. Il y donna des poèmes porteurs d'une vision de la vie à la fois pessimiste et tonique, marqués par l'échec et par une grande énergie. Il échangea surtout avec ses amis des lettres que caractérisent une invention verbale et un sens de la formule sans égal. Son goût prononcé pour le paradoxe, les mots-valises et les néologismes toujours motivés rendent sa correspondance unique. Sa personnalité, qu'on dirait aujourd'hui charismatique, et sa mort, en 1964, à l'âge de 54 ans, firent de lui un des mythes de la revue.
Certes, La Tour de Feu loua, en son temps, ses « grands hommes » (Krishnamurti, Henry Miller, Stéphane Lupasco). Certes, trois numéros furent consacrés à Antonin Artaud et pas moins de dix-neuf à la correspondance d'Adrian Miatlev. Pourtant, pendant trente-cinq ans, près de cinq cent cinquante auteurs, des plus en vue aux plus obscurs, furent publiés tandis que le comité de rédaction se renouvelait au fil du temps.
Pierre Boujut ne négligea ni sa ville natale ni la Charente. Ainsi parurent deux cahiers de la revue consacrés à Jarnac et ses poètes et à La gloria cognaçaise. De plus, d'autres numéros portaient la trace de leur origine provinciale. Il ne faut voir là aucune trace de chauvinisme de la part du tonnelier jarnacais, mais un défi aux modes et un refus du parisianisme, refus explicitement formulé avec L'alliance des villages et qui sera, par la suite, maintes fois réaffirmé. Une telle prise de position n'excluait pas pour autant les auteurs résidant à Paris ou en Île-de-France : ils eurent longtemps, dans la capitale, un lieu de rendez-vous où ils se retrouvaient avec une périodicité variable.
Littérairement, et malgré la forte personnalité poétique des membres du comité de rédaction, La Tour de Feu n'inventa pas, à proprement parler, de nouvelles formes. Si ses poètes surent tirer parti des avancées du surréalisme, non sans quelques réserves à son égard, ils luttèrent avec autant de virulence contre le lettrisme d'Isidore Isou que contre les poètes-linguistes des années 1960-1970. En d'autres termes, ils usèrent classiquement de la langue en privilégiant certaines de ses possibilités (néologismes, archaïsmes revisités, annexion des champs lexicaux de la religion et de la morale…). Mais une des originalités de La Tour de Feu réside dans le fait d'avoir entretenu un débat incessant — car toujours contradictoire — concernant le statut du poète dans le monde et ses possibilités d'action. Ce débat, inséparable d'un véritable foisonnement créatif, permit l'expression de positions philosophiques et politiques sans cesse discutées. Il nourrit l'utopie d'une humanité fraternelle, dégagée de toutes les aliénations, refusant de sacrifier aux lendemains qui chantent la responsabilité et la liberté de chacun. Une telle utopie, développée dans les pages de la revue, ne pouvait trouver à se manifester, sous peine de disparaître en tant que telle, qu'au cours des Congrès de Jarnac. Le but rêvé de ceux qui l'élaborèrent était pourtant bien d'influer sur le réel et sur le cours des choses, Daniel Briolet l'a montré.
Ultime particularité de La Tour de Feu : bien qu'elle ait cessé d'exister en mars 1981, un no 150 parut en 1991. Il permettait aux survivants de l'aventure d'effectuer un bilan rétrospectif et à son directeur d'expliquer pourquoi il avait interrompu la série commencée cinquante-huit ans plus tôt. Pierre Boujut précisait cependant : « Si La Tour de Feu a cessé de paraître, elle n'a pas cessé d'être ».

## Rayonnement et postérité

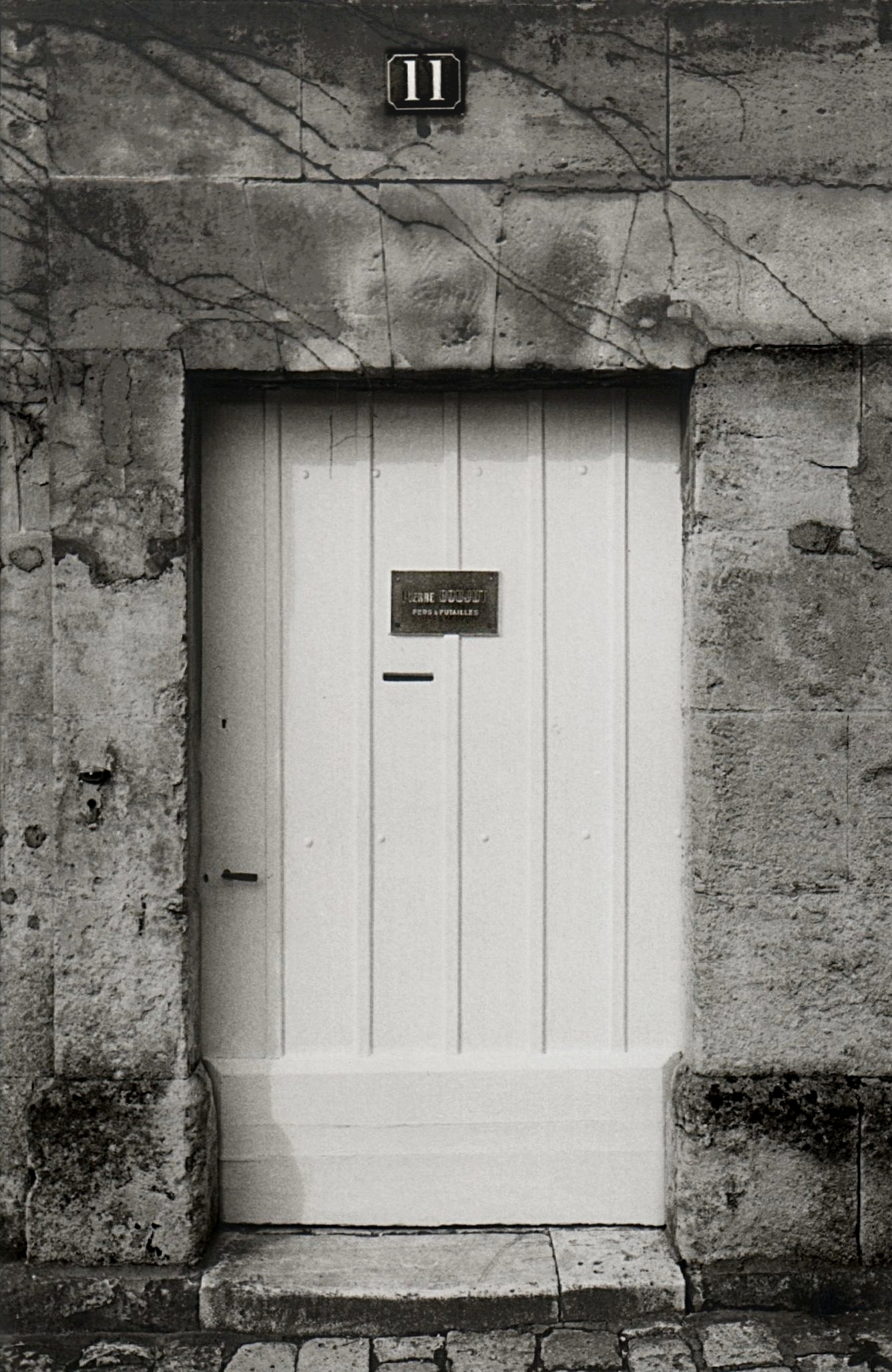
L’entrée du 11, rue Laporte-Bisquit.

En 1970, Jean-Paul Louis arrive en Charente depuis Saint-Ouen afin de prendre contact avec Pierre Boujut. Il ne quittera plus la région et sera rejoint, l'année suivante, par Edmond Thomas, qui a quitté Paris, attiré lui aussi, en partie, par ce qu'il sait de La Tour de Feu. Ils ont élu domicile à Bassac et poursuivent ensemble la publication de Plein Chant et du Lérot rêveur. En 1973, Jean-Paul Louis gagne Tusson où il va continuer son travail éditorial à l'enseigne Du Lérot. En 1979, Georges Monti séjourne à son tour à Bassac avant de fonder à Cognac sa propre maison d'édition : Le Temps qu'il fait, aujourd'hui réinstallée à Bazas (Gironde).
Par la suite, Jean-Pierre Moreau rejoindra Jean-Paul Louis puis installera à Aigre ses Éditions Séquences. Ces quatre imprimeurs-éditeurs se sont tous connus et ont tous, plus ou moins longuement, partagé leurs expériences dans un esprit qui n'est pas sans évoquer celui du compagnonnage. Quoi qu'il en soit, si le département de la Charente comptait quatre maisons d'édition au début des années 1990, c'est en très grande partie à cause de la fascination que l'entreprise de Pierre Boujut avait exercée, vingt ans plus tôt, sur l'esprit de deux jeunes hommes passionnés de littérature et avides de liberté.
En 1982, La Nouvelle Tour de Feu voit le jour sous une autre maquette, et, peu à peu, avec d'autres collaborateurs, adopte un autre esprit. « J'ai passé la main à mon ami Michel Héroult » écrit Pierre Boujut dans ses souvenirs. Comme pour confirmer cette transmission, le nouveau directeur publie, en 1988, un recueil de son prédécesseur : Quatre clefs pour une serrure. Après 1992, la nouvelle revue prend « réellement son autonomie ». Michel Héroult meurt le 12 septembre 2011, à l'âge de 73 ans.
En 1991 paraît un ouvrage de référence : L’Histoire exemplaire d’une revue de poésie dans la province française : La Tour de Feu, revue internationaliste de création poétique (1946-1981). Aux analyses de Daniel Briolet, alors professeur à l’Université de Nantes, s'ajoutent, entre autres, les extraits des communications de Pierre Boujut, Roland Nadaus, Edmond Humeau, communications effectuées lors du colloque international de Jarnac, en 1987.
En 1996, naît l'Association des Amis de Pierre Boujut et de La Tour de Feu. Présidé successivement par Daniel Briolet, Marianne et Michel Boujut, cet organisme crée à Jarnac, au 11, rue Laporte-Bisquit, l'« Espace poétique Pierre Boujut » et fait ensuite paraître un bulletin annuel, où seront publiés quelques portraits — dont ceux d'Edmond Humeau, Pierre Chabert, Adrian Miatlev — et réédités, à l'identique, d'anciens numéros de la revue originelle. L'association est dissoute en novembre 2011, à la suite du décès de son dernier président, Michel Boujut.

## Œuvres
- Faire danser la vie, Feuillets de l’îlot, 1937
- Un temps pour rien, L’Oiseau-mouche, 1939
- Sang libre, Jeanne Saintier, 1947
- Le Poète majeur, La Tour de Feu, 1951
- Heureux comme les pierres (en collaboration avec Pierre Chabert), La Tour de Feu, 1954
- La Vie sans recours, C.E.L.F., 1958 - Prix Voltaire. Réédition en 1983, Éditions du Lérot
- Les mots sauvés, La Tour de Feu, 1967
- Célébration de la Barrique, Robert Morel, 1970, et Éditions du Lérot, 1983
- Nouveaux Proverbes, Rougerie, 1973
- Poèmes de l’imbécile heureux, La Tour de Feu, 1977
- Adrian Miatlev[N 19], coll. « Poètes d’aujourd’hui », Seghers, 1987
- Quatre Clefs pour une serrure, La Nouvelle Tour de Feu, 1988
- Un mauvais Français, Arléa, 1989, 320 p. (ISBN 978-2-86959-049-6)[N 20]